# Acerentomon hylophilum
Acerentomon hylophilum är en urinsektsart som beskrevs av Josef Rusek 1966. Acerentomon hylophilum ingår i släktet Acerentomon och familjen lönntrevfotingar. Inga underarter finns listade i Catalogue of Life.